# Graptophyllum
Graptophyllum Nees., 1832 è un genere di piante della famiglia Acanthaceae.

## Tassonomia
Comprende le seguenti specie:
- Graptophyllum balansae Heine
- Graptophyllum excelsum (F.Muell.) Druce
- Graptophyllum gilliganii (F.M.Bailey) S.Moore
- Graptophyllum glandulosum Turrill
- Graptophyllum ilicifolium (F.Muell.) Benth.
- Graptophyllum insularum (A.Gray) A.C.Sm.
- Graptophyllum macrostemon Heine
- Graptophyllum ophiolithicum Heine
- Graptophyllum pictum (L.) Griff.
- Graptophyllum pubiflorum S.Moore
- Graptophyllum repandum (A.Gray) A.C.Sm.
- Graptophyllum reticulatum A.R.Bean & Sharpe
- Graptophyllum sessilifolium A.C.Sm.
- Graptophyllum spinigerum F.Muell.
- Graptophyllum thorogoodii C.T.White